# 上村雅洋
上村 雅洋（うえむら まさひろ、1951年 - ）は、日本の経営学者。和歌山大学経済学部教授。紀州経済史文化史研究所長。専門は経営史。

## 人物
大阪府生まれ。1974年和歌山大学経済学部卒、1982年大阪大学大学院経済学研究科博士課程満期退学。94年「近世日本海運史の研究」で経済学博士。1982年大阪大学助手、1984年滋賀大学講師、85年助教授、1994年和歌山大学助教授、教授。日本近世海運史や近江商人の経営史を研究している。

## 著書

### 単著
- 『近世日本海運史の研究』（吉川弘文館、1994年）
- 『近江商人の経営史』（清文堂出版、2000年）
- 『近江日野商人の経営史 近江から関東へ』清文堂出版 2014

## 注
1. ↑  研究者情報